# Jacarandá-paulista
O jacarandá-paulista, jacarandá-do-mato, jacarandá-do-cerrado, jacarandá-pardo ou jacarandá-amarelo (Machaerium villosum), é uma árvore nativa pertencente à família Fabaceae encontrada principalmente nos estados de Minas Gerais, Goiás e São Paulo. Essas árvores ocupam preferencialmente o Cerrado e a Caatinga, mas também são capazes de adentrar a Mata Atlântica. Atualmente encontra-se vulnerável devido à exploração madeireira e, principalmente, à perda de habitat para a agricultura e pecuária. "Jacarandá" provém do tupi iakarandá.
Esta árvore pode fornecer madeira de lei muito semelhante à do jacarandá-da-bahia. Sua superfície é irregularmente lustrosa, com tronco pardo dotado de reflexos, listras ou sombras escuras. É muito utilizada na fabricação de mobília de luxo, objetos decorativos, tacos e assoalhos.
Os jacarandás-paulista possuem inflorescências do tipo panícula, composta por flores brancas, com estandartes papilionados listrados de verde e branco, que apresentam um odor adocicado. Essa planta produz frutos do tipo sâmara, que normalmente são dispersados pelo vento.
A floração costuma acontecer de agosto a janeiro, sendo mais intensa entre outubro e dezembro, enquanto a frutificação ocorre ao longo do ano, mas principalmente entre janeiro e junho. Flores e frutos podem ser encontrados nos meses de janeiro, março e outubro.